# Belene (miasto)

Lokalizacja miasta

Belene – miasto w północnej Bułgarii, siedziba gminy Belene. Leży w pobliżu wyspy Belene na Dunaju, 70 km na południowy zachód od Ruse. Ludność miasta to 8905 mieszkańców.
Ma tu zostać wybudowana elektrownia jądrowa o mocy 2000 megawatów.